# Lerchenfeld (Adelsgeschlecht)

Jüngeres Stammwappen derer von Lerchenfeld

Lerchenfeld ist der Name eines alten bayerischen Adelsgeschlechts. Die Herren von Lerchenfeld gehören zum altbayerischen Uradel. Zweige der Familie bestehen bis heute.

## Geschichte

### Herkunft

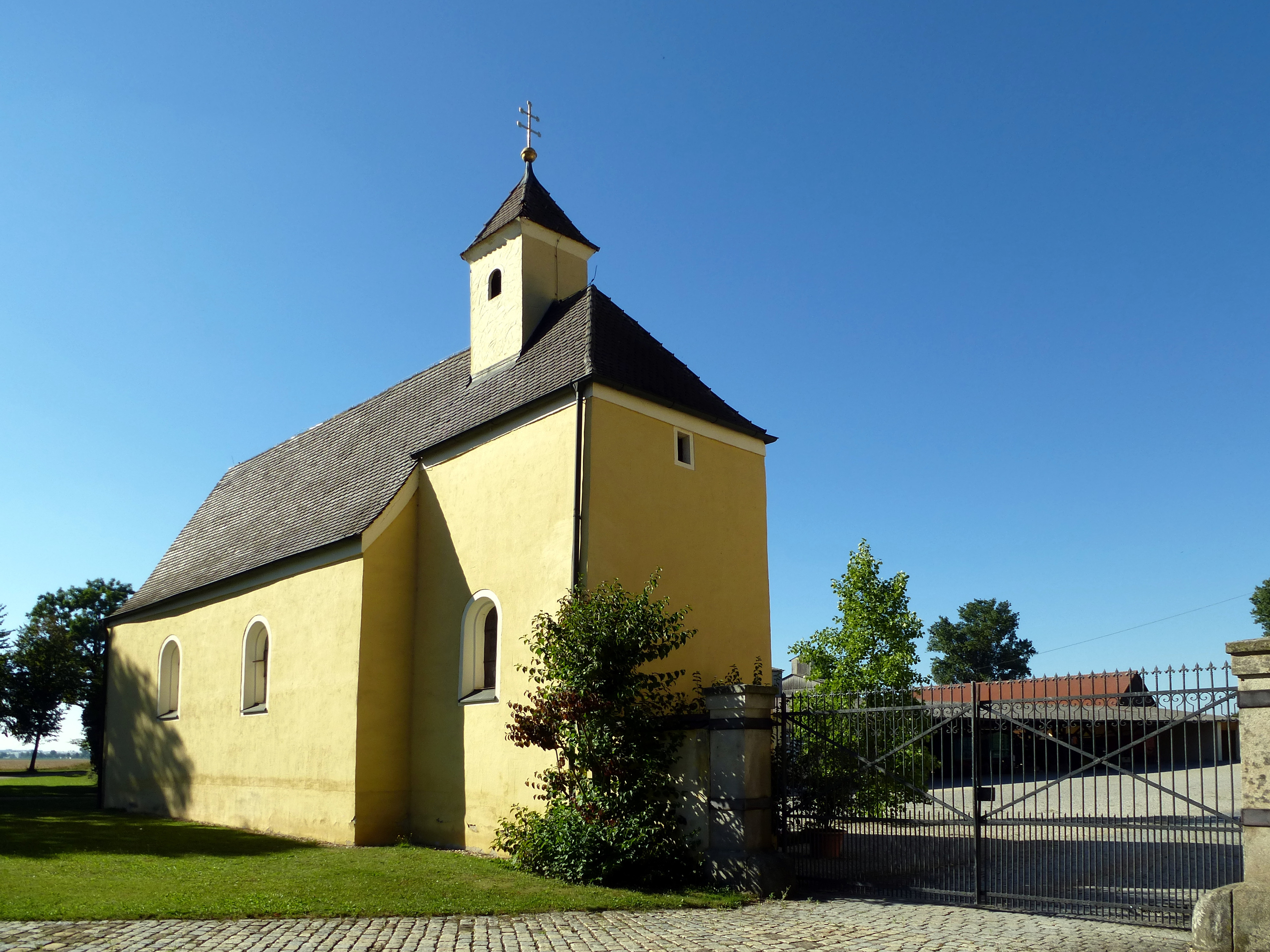
Gutskapelle in Lerchenfeld (1260 von Bischof Albertus Magnus geweiht)

Bereits im Jahre 1070 wird das Geschlecht mit Wernhard (auch Bernardus) de Lerchinfelt erstmals urkundlich erwähnt. Ursprünglicher Stammsitz war vermutlich ein Burgstall an der Straße zwischen Regensburg und Straubing in Lerchenfeld, heute ein Ortsteil der Stadt Neutraubling im Oberpfälzer Landkreis Regensburg. Nach Kneschke wurde die Burg während der Ungarneinfälle zerstört und aufgegeben. Angehörige der Familie ließen sich später in Regensburg und Straubing nieder und gehörten dort schon bald zum städtischen Patriziat.
Hugo Lerchenfeld, er starb nach 1216, sammelte als Bürger und Domherr von Regensburg ältere aber auch eigene Aufzeichnungen als „Annales Ratisbonenses“. Albrecht Lerchenfelder zog nach dem Abtritt der Hälfte seiner Güter zu Lerchenfeld am 11. November 1309 nach Regensburg. Die durchgehende Stammreihe beginnt mit Heinrich Lerchenvelder, wahrscheinlich der Sohn von Albrecht, der 1347 bis 1357 in Regensburg urkundlich erscheint.

### Ausbreitung und Besitzungen
In einem Wappenbrief vom römisch-deutschen König Sigismund erhielt Heymeram Lerchenfelder, herzoglich bayerischer Mautner und Stadtkämmerer zu Straubing, am 25. Mai 1427 zu Sankt Georgen im Szeklerland eine Bestätigung des Stammwappens mit Helmkrone.
Zu den frühen Besitzungen des Geschlechts gehörte schon 1410 das Wasserschloss Gebelkofen (heute Ortsteil von Obertraubling), das sich bis heute im Familienbesitz befindet. Caspar von Lerchenfeld († 1589), herzoglich bayerischer Regierungsrat, erwarb Köfering, ebenfalls bis heute im Besitz der Lerchenfelder, und die Burg Brennberg (damals Prennberg). Er erhielt zusammen mit Andreas Lerchenfelder zu Prennberg, herzoglich bayerischer Rat, Heinrich Lerchenfelder zu Welchenberg, bischöflich Passauer Rat, Hans Lerchenfelder zu Gablkofen (heute ein Ortsteil des Marktes Reisbach) und Georg David Lerchenfelder zu Prennberg am 26. April 1587 zu Prag eine Wappenbesserung und Reichsadelsbestätigung mit dem Prädikat von Lerchenfeldt. Das Wappen der erloschenen Adelsfamilie von Prennberg, in Silber drei grüne unten geöffnete aneinander stoßende brennende Berge, wurde dem Stammwappen hinzugefügt.
Caspar von Lerchenfeld teilte die gesamten Stammgüter unter seinen Söhnen auf, welche die fünf Linien zu Lerchenfeld auf Ober-Prennberg, Lerchenfeld auf Unter-Prennberg (erloschen 1652), Lerchenfeld auf Gabelkofen (erloschen 1649), Lerchenfeld auf Welchenberg (erloschen 1597) und Lerchenfeld auf Köfering begründeten. Die späteren Grafen von Lerchenfeld stammen aus den beiden Linien zu Ober-Prennberg und Köfering. Schloss Spielberg bei Fürstenfeldbruck, zu dessen Hofmark Oberschweinbach gehörte, kam 1640 aus dem Erbe der Augsburger Imhoff an die Lerchenfelder, die es bis 1820 besaßen.

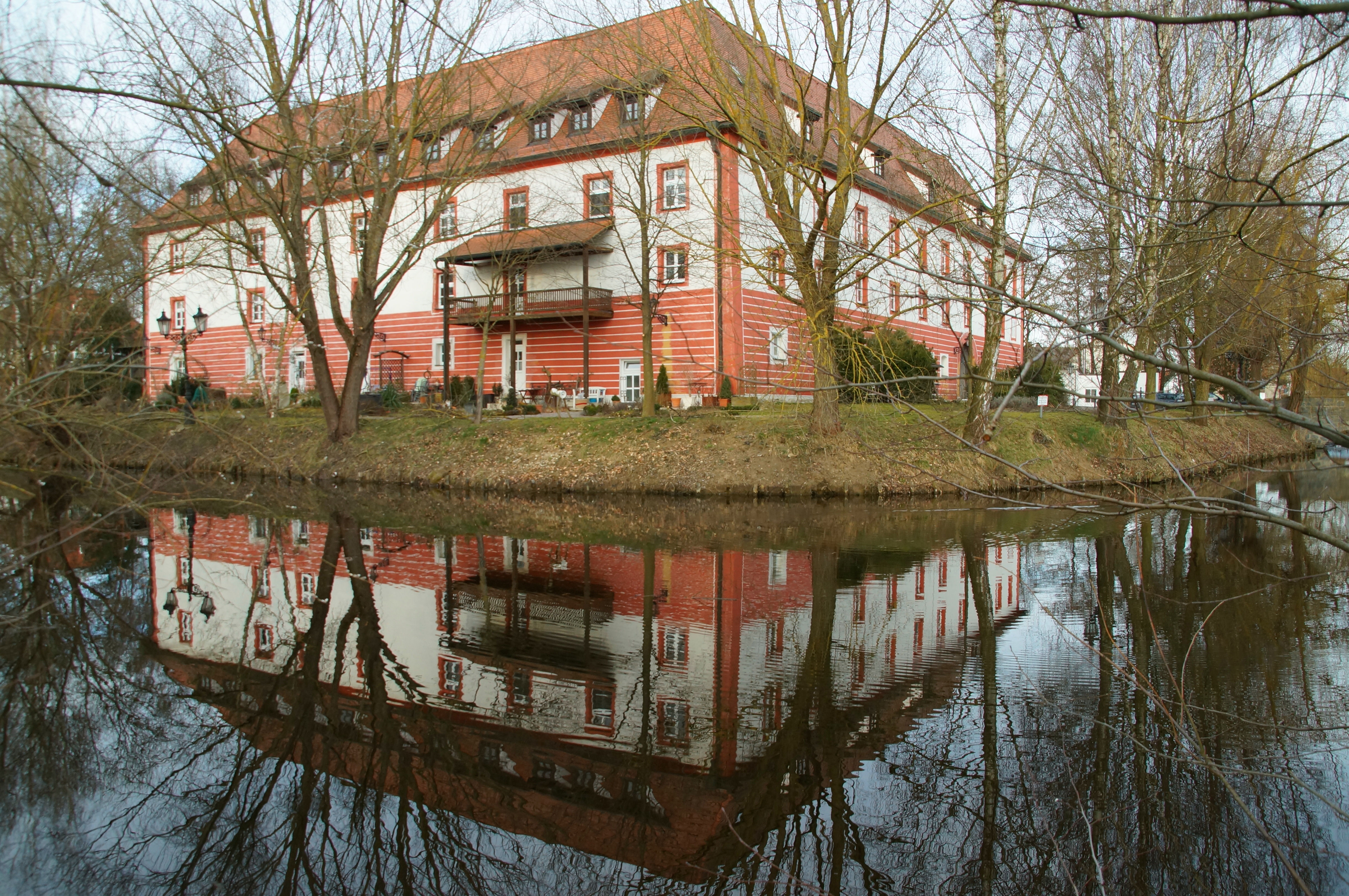
Wasserschloss Gebelkofen, (seit 1553 bis heute im Besitz der Grafen von Lerchenfeld)
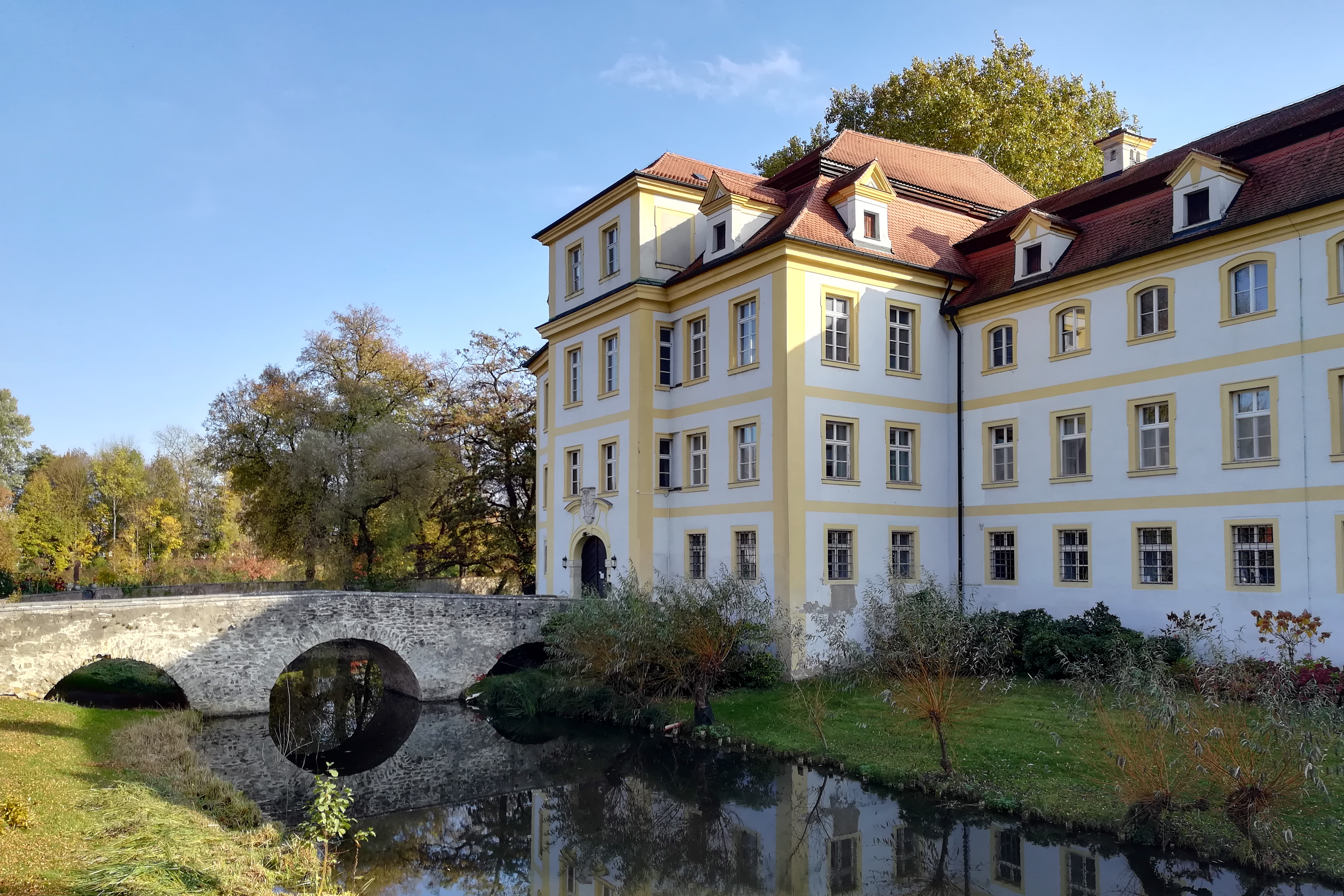
Wasserschloss Köfering (seit 1565 bis heute im Besitz der Grafen von Lerchenfeld)
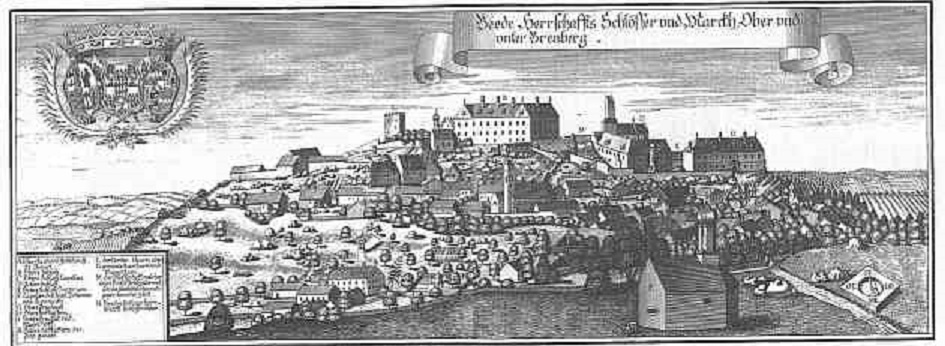
Burg Brennberg, Bayerischer Wald (1568–1832 im Besitz der Familie)
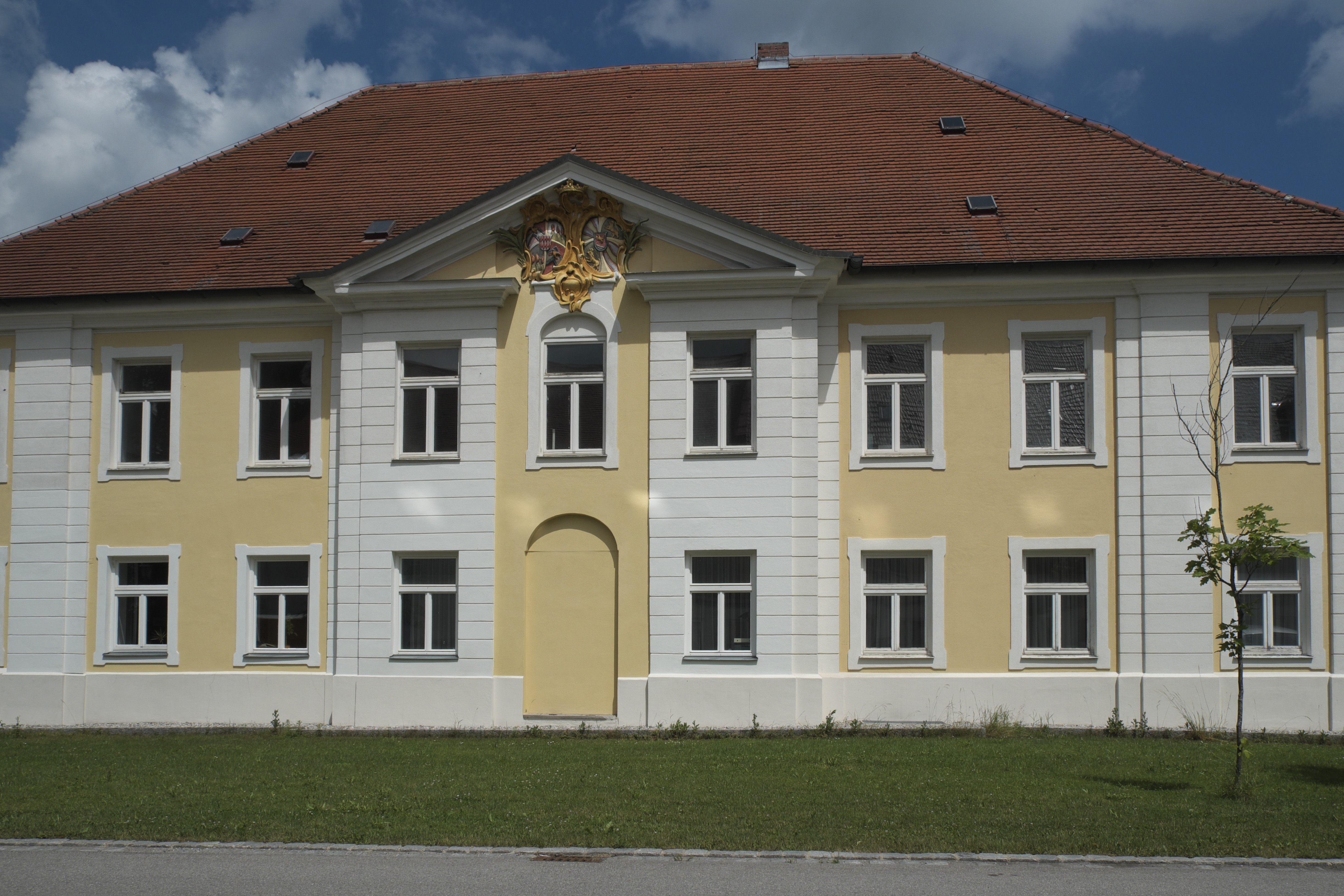
Schloss Spielberg (1640 bis 1820 im Besitz)

Aus der Linie Lerchenfeld zu Ober-Prennberg kam Wilhelm Carl Freiherr von Lerchenfeld († 1739), kurbayerischer Kämmerer, Generalfeldwachtmeister und Regimentschef. Er war in erster Ehe mit Maria Margarethe Freiin von und zu Perfall († 1730) verheiratet. Sein Sohn Max Emanuel Franz Graf von Lerchenfeld († 1792) wurde kurbayerischer Kämmerer, Wirklicher Geheimer Rat und Generalleutnant. Er heiratete 1779 in zweiter Ehe Franzisca Freiin von Leoprechting. Ihr Sohn Anton Joseph Graf von Lerchenfeld († 1840) war königlich bayerischer Kämmerer und Stadtgerichtsdirektor zu München. Sein Bruder Philipp Graf von Lerchenfeld († 1854) wurde königlich bayerischer Kämmerer, Regierungspräsident von Unterfranken und zuletzt Präsident des Appellationsgerichts von Oberbayern. Ein weiterer Bruder, August von Lerchenfeld  († 1831), war Kavallerieoffizier und Regimentskommandeur.
Aus der Linie Lerchenfeld auf Köfering kam Phillip Ernst Graf von Lerchenfeld († 1746), kurbayerischer Kämmerer und Regierungsrat, verheiratet mit Maria Walpurga Gräfin von Trauttmansdorff († 1770). Er war der Sohn von Franz Adam Graf von Lerchenfeld, bischöflich Augsburger Geheimrat und Oberhofmarschall. Sein Sohn Philipp Nerius Graf von Lerchenfeld († 1800) wurde kurpfälzisch bayerischer Kämmerer, Wirklicher Geheimer Rat und Gesandter beim Reichstag in Regensburg. Er heiratete 1764 Maria Theresia Gräfin von Nesselrode-Erishoven. Sein Enkel Maximilian Joseph († 1859), königlich bayerischer Kämmerer und Gesandter am k.u.k. Hof zu Wien, wurde 1845 mit dem errichteten Familienfideikommiss infolge königlicher Verleihung zum erblichen Reichsrat der bayerischen Krone erhoben. Er heiratete 1835 Isabella Gräfin Waldbott von Bassenheim.
Um 1800 wurde ein Graf von Lerchenfeld als Personalist Mitglied der Reichsritterschaft im Ritterkanton Odenwald des fränkischen Ritterkreises. Ein bedeutender Vertreter aus neuerer Zeit war der bayerische Politiker Hugo Graf von und zu Lerchenfeld auf Köfering und Schönberg (1871–1944). Er gehörte der Bayerischen Volkspartei an und war von 21. September bis zum 2. November 1922 Ministerpräsident von Bayern. Später wurde er Mitglied im Reichstag und von 1926 bis 1931 Botschafter in Wien.
Die freiherrliche Linie von Unter-Prennberg zu Siessbach (heute Obersüßbach) erlosch im Mannesstamm mit dem Tod von Franz Freiherr von Lerchenfeld, Herr zu Unter-Prennberg, Taufkirchen, Riegerting (heute Ortsteil Mehrnbach) und Viehhausen (heute Ortsteil von Sinzing), königlich bayerischer Kämmerer, am 3. Juni 1832.
Die freiherrliche Linie zu Aham, früher die Ammerlander Linie, teilte sich in einen älteren und einen jüngeren Zweig. Aus dem älteren Ahamer Zweig kam unter anderem Caspar Freiherr von Lerchenfeld, herzoglich bayerischer Hofrat, Truchsess und Kastner zu München. Er erhielt am 17. Februar 1587 von Herzog Wilhelm die niedere Gerichtsbarkeit. Aus seiner Ehe mit Maria Weiller von Garatzhausen entstammte Johann Albrecht Freiherr von Lerchenfeld († 1620), kurbayerischer Generalkriegskommissar und Hofkammerrat. Sein Sohn Georg Conrad Freiherr von Lerchenfeld († 1689), kurbayerischer Kämmerer und Revisionsrat, erwarb 1679 Aham und verkaufte 1681 Schloss Ammerland (heute Ortsteil von Münsing). Sein Enkel Franz Benno Freiherr von Lerchenfeld († 1700), kurbayerischer Kämmerer und Pfleger zu Stadtamhof, war der Begründer der Ahamer Linie. Er war verheiratet mit Maria Freiin von Muggenthal.

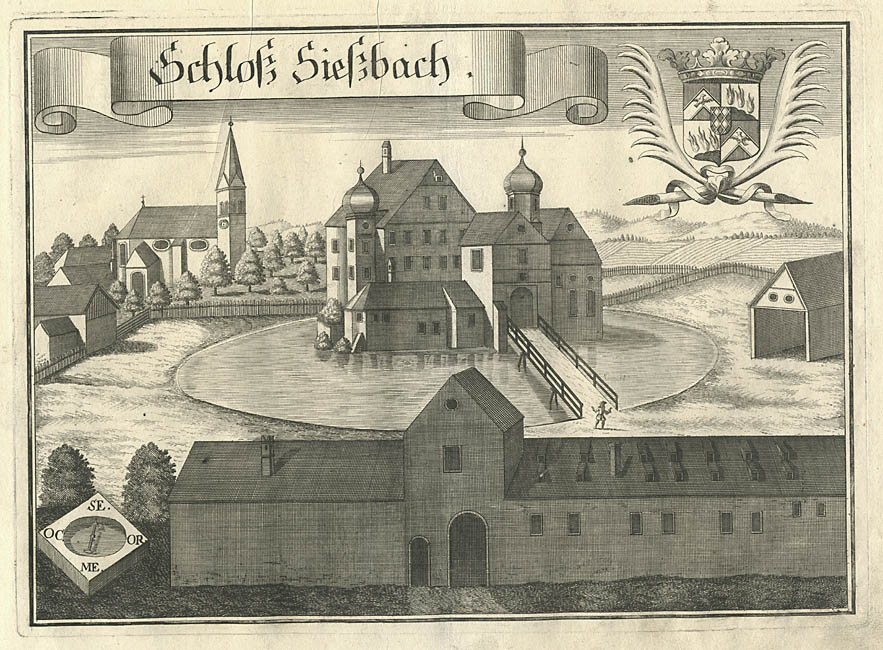
Schloss Siessbach (Obersüßbach) (1668–? im Besitz)
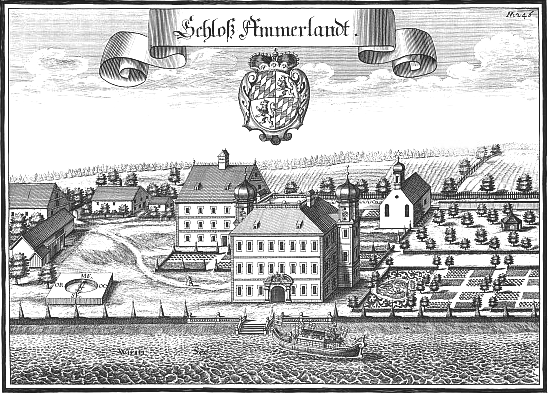
Schloss Ammerland am Starnberger See (? – 1681 im Besitz)
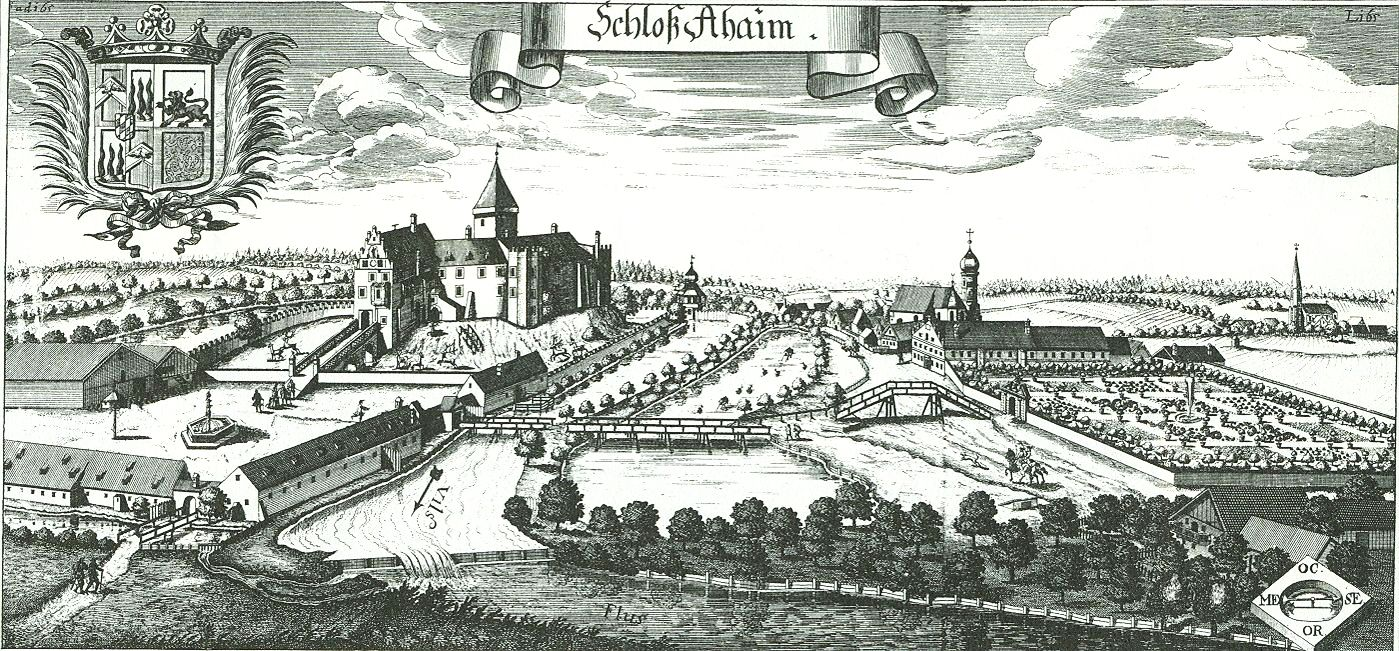
Schloss Aham, Niederbayern (18. Jh. – 1817 im Besitz)

Aus dem jüngeren Ahamer Zweig auf Heinersreuth (Schloss Heinersreuth in Presseck) kam Franz Xaver Freiherr von Lerchenfeld († 1783), kurbayerischer Kämmerer, Pfleger zu Kraiburg und Kastner in Ingolstadt. Sein Enkel Maximilian Emanuel von Lerchenfeld († 1843) wurde Staatsminister und Bundestagsgesandter. Er erhielt von König Maximilian I. Joseph von Bayern das Schloss Heinersreuth im Landgericht Stadtsteinach in Oberfranken als Lehen, welches sich bis heute im Besitz der Familie befindet.
Die Schlösser Rauhenzell im Allgäu und Frankenberg kamen 1929 bzw. 1971 im Erbgang an die Freiherren von Lerchenfeld (letzteres 2008 wieder verkauft).

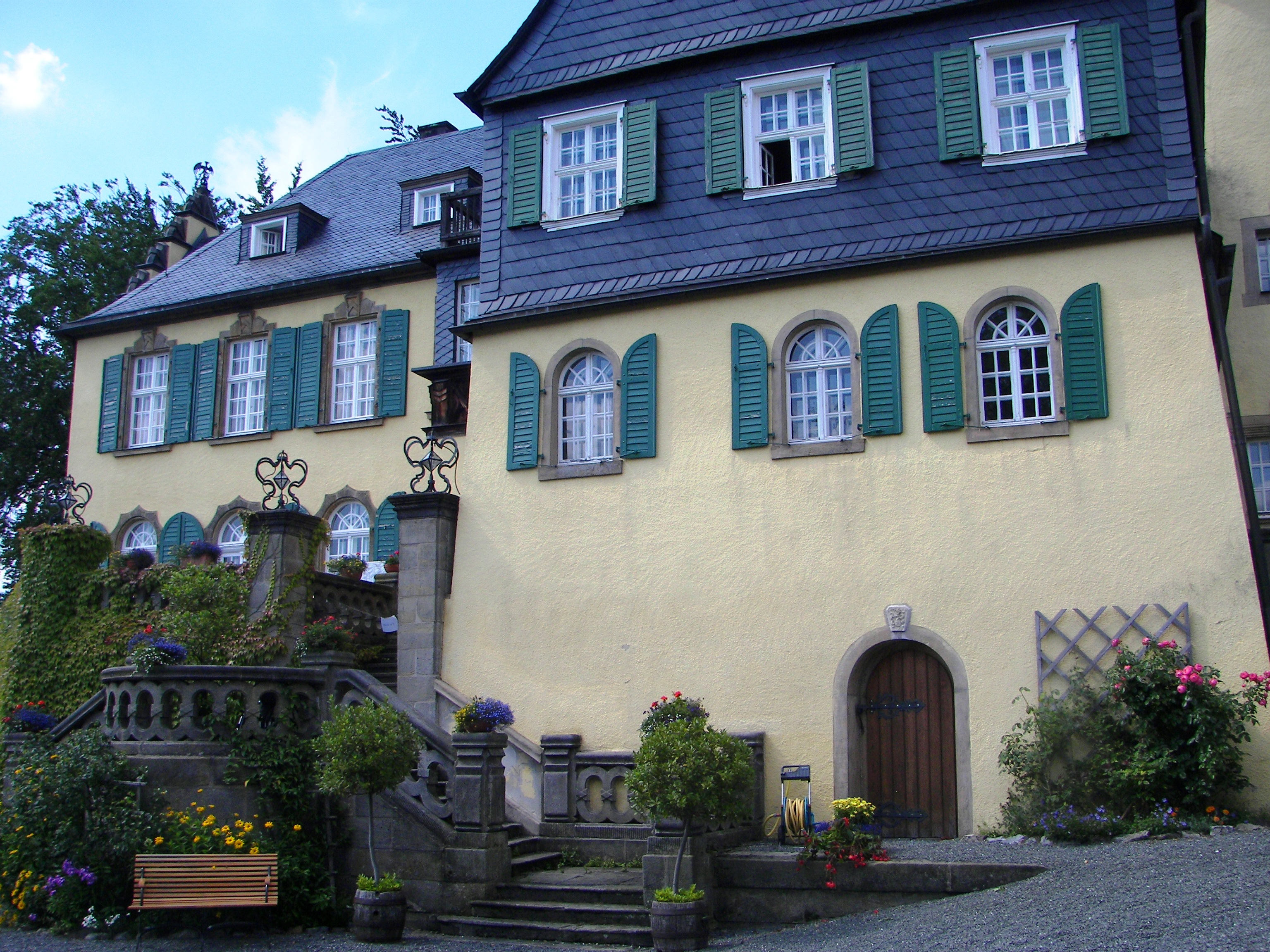
Schloss Heinersreuth in Presseck (seit 1823 im Besitz der Freiherren von Lerchenfeld)
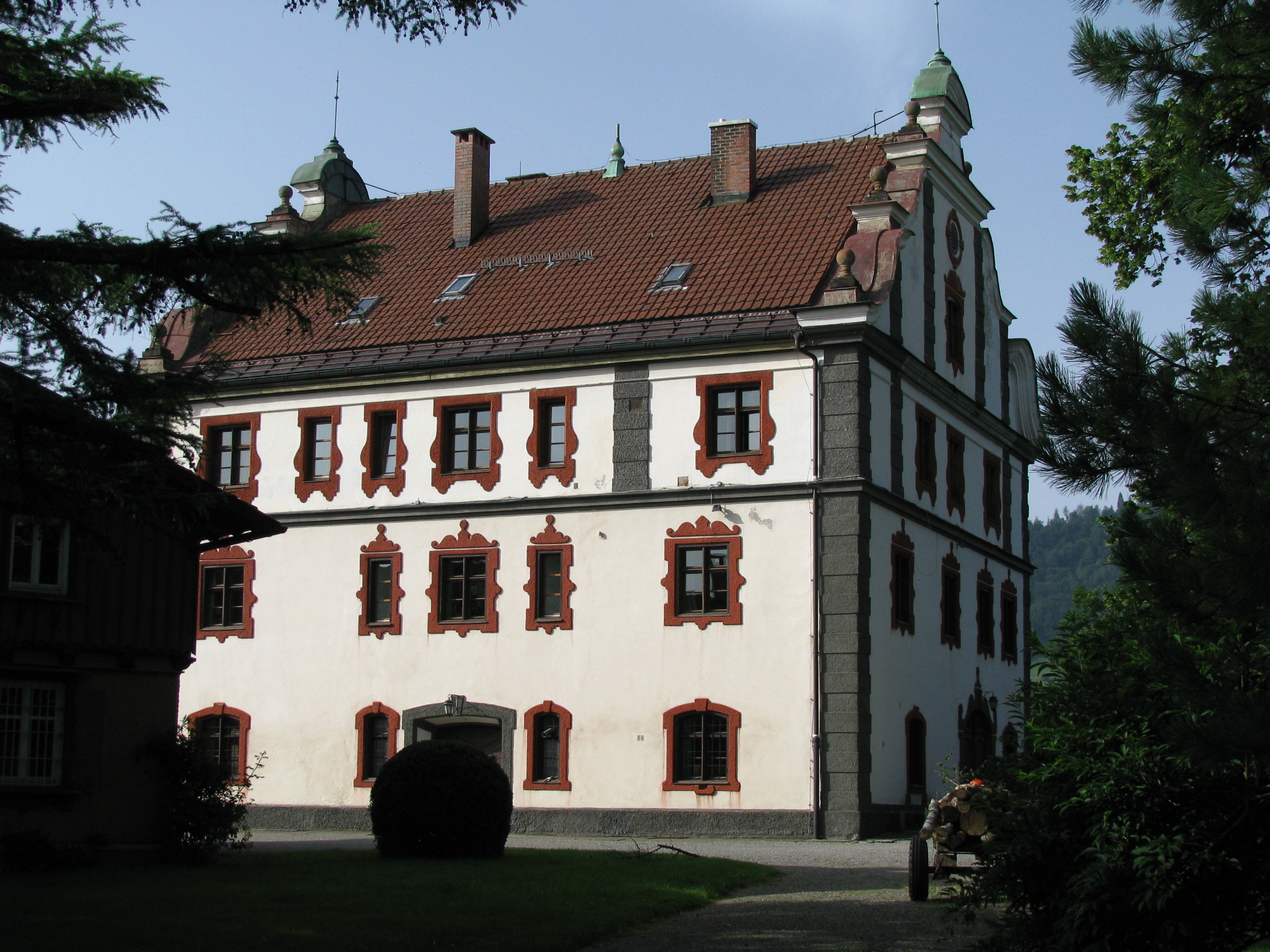
Schloss Rauhenzell, Allgäu (seit 1929 im Besitz der Freiherren von Lerchenfeld)
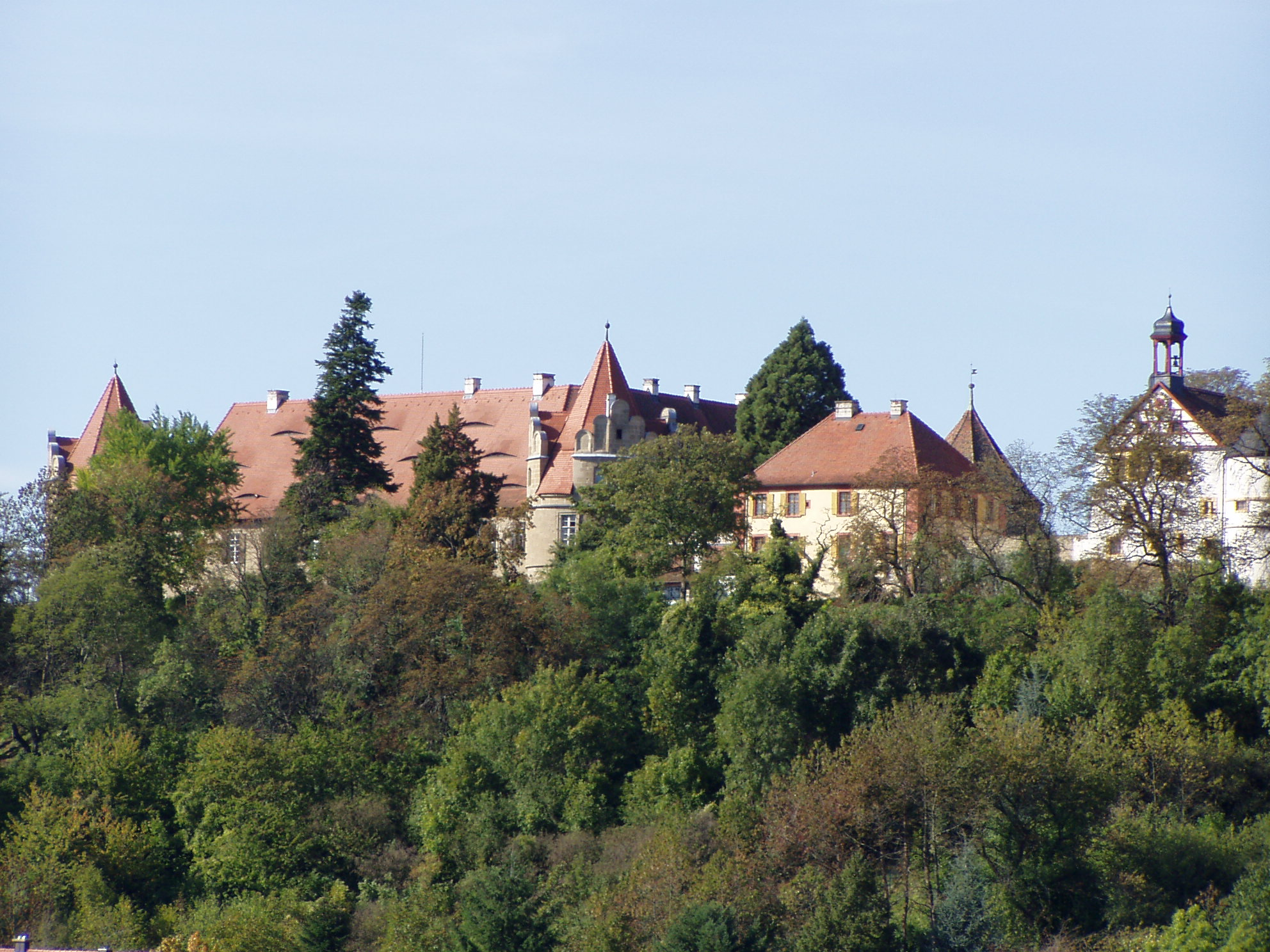
Schloss Frankenberg (1971–2008 im Besitz)

### Standeserhebungen
An das Geschlecht sind im Laufe der Zeit zahlreiche Standeserhebungen gekommen. Die bereits genannten Adelserhebungen werden hier nicht mehr aufgeführt.
Georg Lerchenfelder und sein Vetter erhielten am 26. August 1525 zu Ofen von König Ludwig II. eine ungarische Adelsbestätigung.
Am 19. März 1540 wurde Christoph Lerchenfelder in den rittermäßigen Reichsadelsstand erhoben und am 25. Januar 1555 seine Brüder Caspar Lerchenfelder auf Köfering und Balthasar Lerchenfelder. Für seine Person erhielt Caspar Lerchenfelder auf Prennberg, herzoglich bayerischer Rat zu Straubing, am 23. Juli 1548 eine herzoglich bayerische Edelmannsfreiheit und eine erbliche am 29. Juli 1557.
Caspar Lerchenfelder auf Ammerland, herzoglich bayerischer Zahlmeister, erhielt am 11. April 1567 zu Prag den Reichsadelsstand mit Wappenbesserung und am 17. Februar 1587 die herzoglich bayerische Edelmannsfreiheit. Eine Ausdehnung der Verleihung erfolgte am 2. Februar 1616 auf die Brüder Albrecht auf Ammerland und Christoph Lerchenfelder, beides herzoglich bayerische Räte.
Einen erbländisch-österreichischen Wappenbrief mit Lehenartikel erhielt Hans Lerchenfelder am 2. Dezember 1567 zu Wien. Den Reichsadelsstand mit Bestätigung und Besserung des ihrem Vetter Georg 1524 verliehenen Wappens, erhielten die Brüder und Vettern Hans, Caspar und David Lerchenfelder am 28. Mai 1583 zu Wien. Die Brüder Alexander, Bürgermeister von Straubing, Haymann Andreas, kaiserlicher Fähnrich und Tobias Lerchenfelder erhielten am 22. Januar 1597 zu Prag eine Reichsadelsbestätigung und Wappenbesserung.
Die Brüder und Vettern Johann Jacob, Johann Victor, Johann Caspar, Georg Conrad, Georg Christoph und Georg Caspar von Lerchenfeldt erhielten zusammen mit ihren Schwestern und Basen am 22. Februar 1653 zu Regensburg den Reichsfreiherrenstand mit einer Wappenbesserung.
Am 20. März 1698 wurde Franz Adam Freiherr von Lerchenfeld auf Köfering und Schönberg, fürstbischöflich Augsburger Oberhofmarschall, der Reichsgrafenstand mit einer Wappenbesserung und der Anrede Hoch- und Wohlgeboren verliehen. Eine kurfürstlich bayerische Ausschreibung erfolgte am 2. April 1699.
Der kurfürstlich bayerische Geheimrat, Kämmerer und Generalmajor Maximilian Emanuel Franz Freiherr von Lerchenfeld-Prennberg wurde am 31. März 1770 in den Reichsgrafenstand mit der Anrede Hoch- und Wohlgeboren erhoben. Eine kurfürstlich bayerische Ausschreibung erfolgte am 20. Februar 1771. Sein Sohn Phillip Nerius Graf von Lerchenfeld-Prennberg zu Gabelkofen, königlich bayerischer Kämmerer, und seine Geschwister wurden am 16. November 1812 und Franz Carl Joseph Graf von Lerchenfeld-Köfering und Geschwister am 2. März 1813 bei der Grafenklasse der Adelsmatrikel im Königreich Bayern eingetragen. Bei der Freiherrenklasse wurde am 2. März 1814 Joseph Freiherr von Lerchenfeld auf Egglkofen und Aham, königlich bayerischer Kämmerer und Forstmeister, mit seinen Vettern und Basen immatrikuliert.
Die Grafen von Lerchenfeld hatten bis zum Ende der Monarchie in Bayern einen erblichen Sitz in der Kammer der Reichsräte. 1917 übte diese Position Otto Graf von und zu Lerchenfeld auf Köfering und Schönberg aus.

## Wappen

### Stammwappen
Das jüngere Stammwappen zeigt in Rot einen silbernen Sparren, in dessen Spitze auf einem roten Spickel eine auf einem Fuß stehende einwärts gekehrte flugbereite natürliche Lerche. Auf dem Helm mit rot-silbernen Decken ein offener, wie der Schild bezeichneter Adlerflug.

### Freiherrliches Wappen
Das gemehrte freiherrliche Wappen von 1653 ist geviert und belegt mit einem silbernen Mittelschild, darin acht (4:4) rote Wecken (= älteres Stammwappen). Felder 1 und 4 zeigen das jüngere Stammwappen, Felder 2 und 3 drei unten durchbrochene feuerspeiende grüne Berge nebeneinander († von Prennberg). Auf dem Schild drei Helme mit rot-weißen Decken. Auf dem rechten der Flug des jüngeren Stammwappens, auf dem mittleren ein gekrönter goldener Turnierhut, besteckt mit fünf schwartzen Federn, auf dem linken fünf abwechselnd silberne und rote Straußenfedern. Das Wappen von 1698 zeigt einen gekrönten Mittelschild und silberne Lerchen.

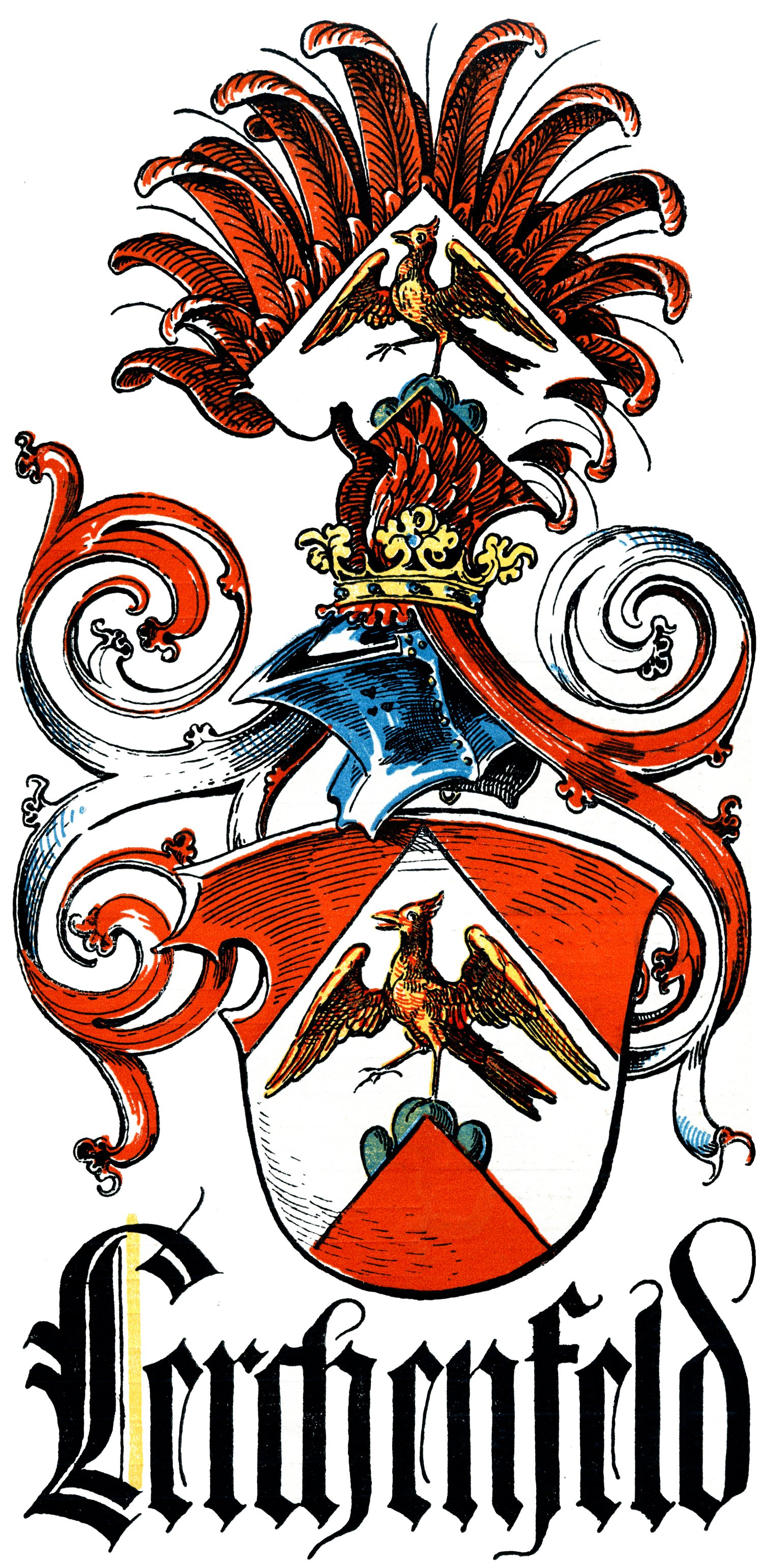
Stammwappen von Otto Hupp im Münchener Kalender von 1901
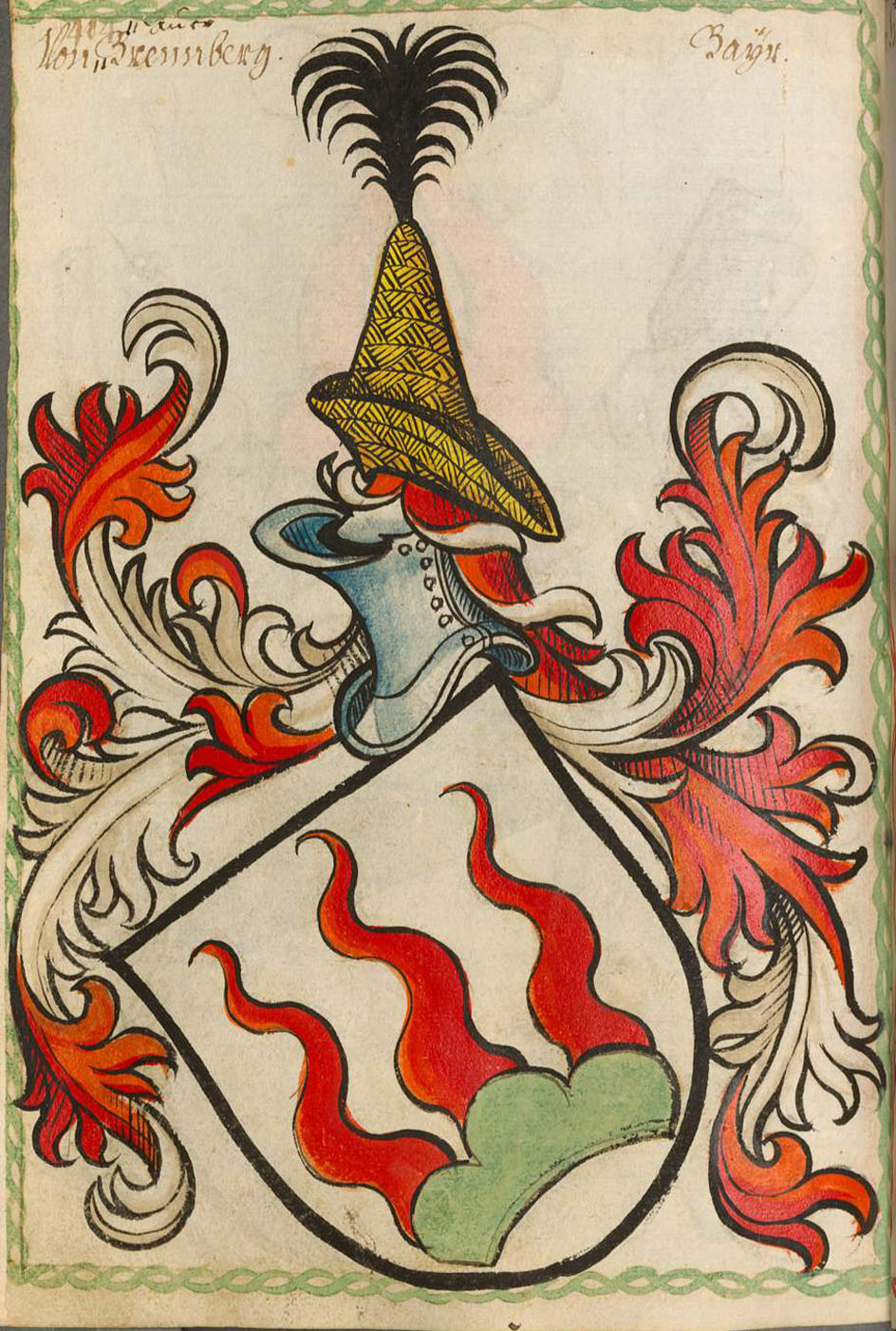
Wappen des erloschen Geschlechts von Prennberg aus dem Scheiblerschen Wappenbuch
Wappen der Grafen von Lerchenfeld von 1698

### Orts- und Gemeindewappen
Elemente und Farben aus dem älteren und jüngeren Wappen der Familie Lerchenfeld erscheinen noch heute in zahlreichen bayerischen Orts- und Gemeindewappen.

Wappen der Gemeinde Ehekirchen
Wappen der Gemeinde Oberschweinbach
Wappen der Gemeinde Obersüßbach
Wappen der Gemeinde Aham
Wappen der Gemeinde Wenzenbach
Wappen der Gemeinde Thalmassing
Wappen der Gemeinde Köfering

## Bekannte Familienmitglieder
- Alfons von Lerchenfeld-Prennberg (1838–1906), bayerischer General der Kavallerie und Generaladjutant
- Amalie von Lerchenfeld (1808–1888), uneheliche Tochter von Therese zu Mecklenburg und Maximilian von Lerchenfeld
- August von Lerchenfeld (1784–1831), bayerischer Kavallerieoffizier
- Ernst von Lerchenfeld (1816–1873), bayerischer Regierungspräsident
- Gustav von Lerchenfeld (1806–1866), bayerischer Staatsrat und Gutsbesitzer
- Hubertus von Lerchenfeld (* 1971), deutscher Synchronsprecher
- Hugo von Lerchenfeld-Köfering (1843–1925), bayerischer Diplomat (Krüger-Depesche)
- Hugo Graf von und zu Lerchenfeld auf Köfering und Schönberg (1871–1944), deutscher Politiker (BVP) und bayerischer Ministerpräsident
- Josef Carl Graf von Lerchenfeld, 1779–1802, letzter Propst von St. Veit (Freising)
- Ludwig von Lerchenfeld (* 1957), deutscher Landespolitiker (Bayern), Landtagsabgeordneter in Bayern  (CSU)
- Max von Lerchenfeld (1842–1893), Gutsbesitzer und Mitglied des Deutschen Reichstags
- Maximilian von Lerchenfeld (1778–1843), Freiherr, bayerischer Finanzminister; Gesandter beim Bundestag in Frankfurt und Wien
- Maximilian von Lerchenfeld-Köfering (1799–1859), Diplomat
- Nina Schenk Gräfin von Stauffenberg geborene Freiin von Lerchenfeld (1913–2006), Frau von Claus Schenk Graf von Stauffenberg
- Philipp Graf von und zu Lerchenfeld (1952–2017), deutscher Landespolitiker (Bayern), Bundestagsabgeordneter (CSU)